# Phaeochroops maruyamai
Phaeochroops maruyamai är en skalbaggsart som beskrevs av Yoshiaki Nishikawa 1989. Phaeochroops maruyamai ingår i släktet Phaeochroops och familjen Hybosoridae. Inga underarter finns listade i Catalogue of Life.